# Kickboxing na Halowych Igrzyskach Azjatyckich 2007
Kickboxing na Halowych Igrzyskach Azjatyckich 2007, został rozegrany jako dyscyplina pokazowa. Startowali tylko mężczyźni. Zawody odbyły się w dniach 26 października – 3 listopada. Tabelę medalową wygrali kickbokserzy z Kazachstanu, którzy zdobyli siedem złotych, trzy srebrne i cztery brązowe medale w tej dyscyplinie.

## Medaliści

### Semi contact
| Kat. wagowa |                      |                    |                       |
| ----------- | -------------------- | ------------------ | --------------------- |
| −57 kg      | Mohammad Al-Mathkori | Moawiah Abu-Hammad | Nurgali Nauryzbajew   |
| −57 kg      | Mohammad Al-Mathkori | Moawiah Abu-Hammad | Anchal Sharma         |
| −63 kg      | Jasem Al-Otaibi      | Medet Abżanow      | Ariunboldiin Norow    |
| −63 kg      | Jasem Al-Otaibi      | Medet Abżanow      | Anas Ibrahim          |
| −69 kg      | Meshal Al-Handal     | Stelian Awramidi   | Boldbaatariin Naadam  |
| −69 kg      | Meshal Al-Handal     | Stelian Awramidi   | Osama Al-Adam         |
| −74 kg      | Nader Al-Jafari      | Saif Al-Handal     | Sanjay Katode         |
| −74 kg      | Nader Al-Jafari      | Saif Al-Handal     | Rusłan Ganza          |
| −79 kg      | Hasan Al-Majadi      | Abdullah Al-Burini | Szukrat Kudajberdijew |
| −79 kg      | Hasan Al-Majadi      | Abdullah Al-Burini | Satish Rajhance       |

### Full contact
| Kat. wagowa |                     |                    |                         |
| ----------- | ------------------- | ------------------ | ----------------------- |
| −57 kg      | Amir Tnałin         | Ahmad Abu-Rub      | Mohammad Amir Khan      |
| −57 kg      | Amir Tnałin         | Ahmad Abu-Rub      | Farkod Abdunazarow      |
| −63 kg      | Aday Abu-Hasoah     | Qayssar Shafi      | Maszrab Rużiew          |
| −63 kg      | Aday Abu-Hasoah     | Qayssar Shafi      | Ulziibatiin Enkhbayar   |
| −71 kg      | Stałbek Darkanbajew | Aleksiej Dementiew | Mohammad Al-Muhanna     |
| −71 kg      | Stałbek Darkanbajew | Aleksiej Dementiew | Magsarjaviin Batjargal  |
| −75 kg      | Azamat Bełgibajew   | Syam Parsad        | Abdullah Al-Beesheh     |
| −75 kg      | Azamat Bełgibajew   | Syam Parsad        | −                       |
| −86 kg      | Gieorgij Jemelianow | Jad Al-Wahash      | Pardeep Kataria Haryana |
| −86 kg      | Gieorgij Jemelianow | Jad Al-Wahash      | −                       |

### Low kick
| Kat. wagowa |                     |                   |                          |
| ----------- | ------------------- | ----------------- | ------------------------ |
| −57 kg      | Bołot Kudajbergenow | Mirbek Sujumbajew | Ölziibadrakhyn Saruul-Od |
| −57 kg      | Bołot Kudajbergenow | Mirbek Sujumbajew | Ali Ahmad Khalaf         |
| −63 kg      | Maxut Ibrajew       | Mirłan Ibrajmow   | Khaled Al-Azemi          |
| −63 kg      | Maxut Ibrajew       | Mirłan Ibrajmow   | Murad Al-Jarajreh        |
| −71 kg      | Bobirżan Artykbajew | Kumar Jaliew      | Omarkasim Tamboli        |
| −71 kg      | Bobirżan Artykbajew | Kumar Jaliew      | Mahanadali Taszturgunow  |
| −75 kg      | Nurłan Nurgaljew    | Alen Ofoyo        | Tareq Al-Zaabi           |
| −75 kg      | Nurłan Nurgaljew    | Alen Ofoyo        | Mohammad Al-Ewaidat      |
| −86 kg      | Hamza Wedaa         | Pradeep Shinde    | Makomejan Kurbanow       |
| −86 kg      | Hamza Wedaa         | Pradeep Shinde    | −                        |

### Tabela medalowa
| Poz.  | Państwo    |    |    |    | Łącznie |
| ----- | ---------- | -- | -- | -- | ------- |
| 1     | Kazachstan | 7  | 3  | 4  | 14      |
| 2     | Kuwejt     | 4  | 1  | 3  | 8       |
| 3     | Jordania   | 3  | 4  | 6  | 13      |
| 4     | Kirgistan  | 1  | 4  | 0  | 5       |
| 5     | Indie      | 0  | 2  | 6  | 8       |
| 6     | Irak       | 0  | 1  | 0  | 1       |
| 7     | Mongolia   | 0  | 0  | 5  | 5       |
| 8     | Uzbekistan | 0  | 0  | 3  | 3       |
| Total | Total      | 15 | 15 | 27 | 57      |